# مافيس أدجي
مافيس أدجي (بالإنجليزية: Mavis Adjei)‏، هي مُمثلة غانية مُقيمة في هولندا. شاركت مافيس في عدة أفلام أبرزُها كان فيلم «يوميات أمستردام» (بالإنجليزية: Amsterdam Diary)‏، «الحُب والسياسة» (بالإنجليزية: Love & Politics)‏، «أموال الكنيسة» (بالإنجليزية: Church Money)‏، وفيلم «أوبا با» (بالإنجليزية: Obaa pa)‏. في نوفمبر 2008، أنجبت مافيس طفلها الأول.

## روابط خارجية
مافيس أدجي على موقع IMDb (الإنجليزية)